# Сульфанілова кислота
Сульфані́лова кислота́ (пара-амінобензенсульфонова кислота) — внутрішня сіль, формула якої C6H7NO3S, структурна NH2-C6H4-SO3H.
Являє собою білі до сірого кольору кристали, що розкладаються при 280—300 °C, обмежено розчинні у воді (1 г в 100 г при 20 °C). Сульфанілова кислота — внутрішня сіль, в якій аміногрупа нейтралізована залишком сульфокислоти, тому вона не утворює солей з мінеральними кислотами, але її сульфогрупа може бути нейтралізована лугами.

## Отримання
Отримують сульфуванням аніліну концентрованою сульфатною кислотою при температурі 180 °C. Спочатку утворюється сіль, далі вона розкладається на воду і фенілсульфамінові кислоту, яка далі перегруповується в сульфанілову кислоту.